# Dong Woo Animation
DongWoo Animation Corporation (также DongWoo A&E; кор. 동우에이엔이) — анимационная студия в Сеуле, Южная Корея. Выпустила множество анимационных сериалов и фильмов, снятых в США, Канаде, Южной Корее и Японии. Генеральный директор студии — Ким Ён Ду.

## История
Компания была основана в марте 1991 года как DongWoo Animation. В 1994 году она стала основной студией по найму для студии Gallop. В 1998 году она начала работать напрямую с Sony Columbia TriStar (США), а с 2002 года стала основным источником зарубежной анимационной продукции для Warner Bros. Animation. В апреле 1999 года компания была переименована в DongWoo Animation Corporation (Dongwoo A&E Corporation) (кор. 동우애니메이션 & 엔터테인먼트).
BASToF Lemon, первый оригинальный анимационный сериал компании, начал транслироваться в 2001 году. В январе 2002 года Dongwoo открыла свой офис в Лос-Анджелесе. В апреле 2004 года Dongwoo открыла офис Канвондо. В апреле 2012 года DongWoo Animation & Entertainment была переименована в Dongwoo A&E Co., Ltd (кор. 동우에이앤이㈜).

## Сериалы
- Страж Олимпа (2002—2003)